# Discursos sobre la primera década de Tito Livio
Los Discursos sobre la primera década de Tito Livio, en italiano original Discorsi sopra la prima deca di Tito Livio, son un trabajo de historia política y filosófica escrito al inicio del siglo XVI por el italiano Nicolás Maquiavelo.

## Historia
Maquiavelo comenzó a escribir la obra en 1512 durante su retiro en Sant'Andrea in Percussina; allí completó el primer libro, pero se detuvo ese mismo año para escribir El príncipe, seguramente con la esperanza de que Lorenzo II de Médici, a quien está dedicado ese opúsculo, lo sacara de su situación de arresto. Después retomó y terminó los Discursos en 1517 y se publicaron póstumamente en 1531.

## Contenido y propósito
Los Discursos intentan explicar la estructura y los beneficios del gobierno republicano, una forma de gobierno fundada en el consenso y control popular. Dedicó este trabajo a Zanobi Buondelmonti y Cosimo Rucellai, dos de los mejores exponentes del Orti Oricellari o Academia platónica de Florencia, donde enseñaban a aristócratas jóvenes a discutir sobre política, arte y literatura.
Mientras que El Príncipe está escrito en forma de corto resumen y se limita a observaciones empíricas sobre los grandes hombres, Maquiavelo escribió sus Discursos como un largo comentario sobre el trabajo del historiador romano Tito Livio sobre la historia de la República de Roma (la primera de sus Décadas), aunque solo empiece a citarlo en el undécimo capítulo y omita después su nombre en distintas partes de la obra. No obstante, ambos libros incluyen observaciones empíricas, particularmente a partir del escenario político de la Italia renacentista, y algunas generalizaciones históricas. El propio Maquiavelo no hace una nítida distinción entre los dos escritos, máxime cuando los escritos de Maquiavelo están impregnados de cierto inmanentismo histórico por el cual todas las edades son fundamentalmente semejantes y donde la maldad es la característica principal del hombre. Maquiavelo busca describir con sus métodos las leyes del movimiento en los asuntos humanos, que él indica son inmutables como las del cielo, el Sol y los elementos.
Los Discursos están compuestos por tres libros. En el primero, Maquiavelo describe la estructura interna de la república. El libro II versa sobre los asuntos de la guerra y el libro III, tal vez el más parecido a los consejos de El Príncipe, describe el liderazgo político individual. Los tres libros combinados proveen de orientación a quienes intentan establecer o reformar una república; sin  embargo, Maquiavelo incluye una larga sección sobre conspiraciones y proporciona consejos tanto a las personas que buscan derribar una república como a los que intentan establecerla.

### Sentido crítico de la obra
Al igual que en otras obras suyas, Maquiavelo critica los métodos de gobierno y administración y las instituciones de la Italia de su época, comparándolos con los hechos de los romanos en materia de administración política y acusando a las últimas de no tomar en cuenta los ejemplos del pasado para aprender y evitar cometer errores. En especial culpa a la Iglesia de la situación de Italia, manteniendo al país dividido:
La causa de que Italia no se encuentre en los mismos términos, y no tenga también ella una república o un príncipe y, por otro lado, no ha sido de tan débil como para que , por temor a perder el dominio de las cosas temporales, no haya podido llamar a un poderoso que la defendiera contra el que en Italia se hubiera vuelto demasiado poderoso, tal como se vio antiguamente en varias experiencias, por ejemplo, cuando, por mediación de Carlomagno, expulsó a los longobardos, que eran ya casi reyes de toda Italia, y cuando, en nuestros tiempos, le quitó el poder a los venecianos con la ayuda de Francia y, después, echó a los franceses con la ayuda de los suizos. No habiendo sido entonces tan poderosa la iglesia como para ocupar Italia, y no habiendo permitido que otro la ocupara, ella ha sido la causa de que Italia no haya podido unirse bajo un jefe (Nicolás Maquiavelo, Discursos sobre la primera década de Tito Livio, 2004, pp. 33-34)

## Estructura
La obra está conformada por una serie de reflexiones al hilo de los comentarios a la obra de historiador latino Tito Livio y está compuesta por un Proemio y tres libros:

### Libro primero
En muchos aspectos, es el más importante de los tres. Se compone de 60 capítulos y trata de política interior: organización del Estado, las leyes y la importancia de la religión como instrumento político en manos de quien detenta el poder. Maquiavelo lamenta los cultos paganos de los romanos, que llevaban a los ciudadanos a ensimismarse en el Estado. Del mismo modo, acusa a la religión cristiana de apartar a la población de los intereses civiles y del amor patrio. En estos capítulos (cap. XI-XV) las religiones se analizan desde una perspectiva puramente utilitarista en el plano  político, sin atender en la veracidad o mentira de dichas religiones.

#### Listado de capítulos
1. Cuáles hayan sido siempre los principios de cualquier ciudad y cuál fue el de Roma.
2. De cuántas clases son las repúblicas y de qué clase fue la república romana.
3. Qué acontecimientos provocaron la creación de los tribunos de la plebe en Roma y cómo se perfeccionó la república.
4. Que la desunión entre la plebe y el senado romano hizo libre y poderosa aquella república.
5. ¿Dónde se resguardará más seguramente la libertad, en el pueblo o entre los grandes, y quiénes tienen mayores motivos para causar tumultos, o quiénes quieren conquistar y mantener?
6. Si en Roma se podía instituir un gobierno que acabase rápidamente con la enemistad entre el pueblo y el senado.
7. De la importancia de la capacidad de acusar para salvaguardar la libertad en una república.
8. De lo útiles que son las acusaciones para un república y lo perniciosas que resultan las calumnias.
9. De cómo conviene que sea un hombre solo el que dote a una república de un orden político nuevo o la reforme sin tener en cuenta su orden antiguo.
10. De lo loables que son los fundadores de reinos y repúblicas y lo vituperables que son los tiranos.
11. De la religión de los romanos.
12. De lo importante que es tener en cuenta la religión y de cómo Italia acabó en la ruina al haber descuidado este aspecto por culpa de la Iglesia romana.
13. De cómo los romanos se sirvieron de la religión para reformar la ciudad, llevar a buen término sus empresas y acabar con los desórdenes.
14. De cómo interpretaban los romanos los auspicios atendiendo a sus necesidades y observaban sus deberes religiosos por prudencia o por obligación; de cómo se castigaba a aquellos que no observaban la religión.
15. De cómo los samnitas recurrieron a la religión como último recurso en tiempos de aflicción.
16. De cómo un pueblo acostumbrado a vivir bajo el gobierno de un príncipe difícilmente logrará conservar su libertad si por casualidad llegara a ser libre.
17. De cómo un pueblo corrupto que adquiere la libertad solo podrá conservarla muy difícilmente.
18. De cómo se puede mantener un estado libre en las ciudades corruptas donde existe o establecerlo donde no existe.
19. De cómo tras un príncipe excelente puede mantenerse en el poder uno débil, pero a un príncipe débil no puede suceder otro de igual condición y mantenerse en el trono.
20. De cómo la sucesión de dos buenos príncipes arroja excelentes resultados; de cómo las repúblicas con un buen orden político cuentan con sucesores virtuosos por definición y obtienen resultados magníficos en lo que a la conquista y conservación respecta.
21. De los reproches que merece todo príncipe o república que carezca de ejércitos propios.
22. Lo que conviene retener del caso de los tres Horacios romanos y los tres Curiacios albanos.
23. De cómo no se debe poner en juego todo sin arriesgar todas las fuerzas con las que se cuenta; de ahí que suela ser perjudicial defender pasos y desfiladeros.
24. De cómo las repúblicas dotadas de un buen régimen político instituyen premios y castigos para sus ciudadanos sin que unos compensen a los otros.
25. De cómo quien quiera convertir a un estado anticuado en una ciudad libre ha de conservar al menos la sombra de las formas antiguas.
26. De cómo cuando un príncipe nuevo se hace con una ciudad o provincia debe renovarlo todo.
27. De cómo muy rara vez los hombres son totalmente malos o buenos del todo.
28. De cómo los romanos fueron menos ingratos con sus ciudadanos que los atenienses.
29. De si es más ingrato un pueblo o un príncipe.
30. De lo que deben hacer los príncipes y repúblicas para evitar el vicio de la ingratitud y de las acciones a emprender por los capitanes y ciudadanos que no quieran verse afectados por ella.
31. De cómo nunca se castigó de forma extraordinaria a los capitanes romanos por los errores cometidos: no fueron castigados aunque hubieran causado algún daño a la república por ignorancia o por lo desafortunado de sus decisiones.
32. De cómo una república o un príncipe no debe diferir la atención a las necesidades de los gobernados.
33. De cómo cuando se agrava un problema en un estado o contra un estado es preferible soslayarlo que hacerle frente.
34. De cómo la institución de la dictadura no dañó a la república sino que fue buena para ella; de cómo restar autoridad a los ciudadanos es malo para la vida cívica a menos que la cedan voluntariamente.
35. De las razones por las que la institución del decenvirato romano resultó nociva para la libertad de la república a pesar de haber sido creada por sufragio público y libre.
36. De cómo los ciudadanos que han gozado de los mayores honores no deben desdeñar otros menores.
37. De los escándalos suscitados en Roma por la ley agraria y de cómo las leyes con efecto retroactivo que atentan contra antiguas costumbres de la ciudad darán lugar a desórdenes. 
38. De cómo al ser las repúblicas débiles indecisas y no saber deliberar, cuando toman partido no se debe a una decisión libremente adoptada sino a la necesidad.
39. De cómo a veces distintos pueblos atraviesan por idénticas circunstancias.
40. De la creación del decenvirato en Roma y lo que tiene de significativo; donde se considera, entre otras muchas cosas, cómo se puede salvar o someter a una república en circunstancias similares." 

### Libro segundo
Este libro se compone por 33 capítulos en los que Maquiavelo habla de la política exterior y de la política militar de la Roma antigua. También se atiende el problema de las religiones; además, se identifica en la virtud de los ciudadanos un gran factor de estabilidad y grandeza del Estado El autor prosigue poniendo el acento en el vínculo entre virtud y fortuna: destaca que los romanos debían sus conquistas no a la casualidad sino a las virtudes, que les llevaron a reformar los órdenes presentes en su Estado.

#### Listado de capítulos
Proemio
1. Sobre si los romanos conquistaron su imperio gracias a la razón o a la fortuna.
2. De los pueblos con los que combatieron los romanos y de lo obstinadamente que éstos defendieron su libertad.
3. De cómo Roma se hizo grande arruinando a las ciudades de alrededor y concediendo honores a los forasteros con facilidad.
4. De cómo las repúblicas pueden expandirse por tres procedimientos diferentes.
5. De cómo acaban con la memoria de las cosas los cambios en las creencias y las lenguas o circunstancias como diluvios y pestes.
6. De cómo hacían la guerra los romanos.
7. De la cantidad de tierras que los romanos concedían a cada colono.
8. De las razones por las que los pueblos abandonan su patria para invadir tierras ajenas.
9. De las causas más frecuentes de la guerra entre pueblos poderosos.
10. De cómo según la opinión más extendida el dinero es el nervio de la guerra.
11. De cómo no es prudente entablar amistad con un príncipe que tenga más fama que fuerza.
12. De si es mejor comenzar una guerra o esperar cuando se teme ser atacado.
13. De cómo las grandes fortunas se hacen más por medio del engaño que de la violencia.
14. De cómo los hombres suelen engañarse creyendo poder vencer a la soberbia a base de humildad.
15. De cómo los estados débiles suelen adoptar decisiones ambiguas y de la nocividad de las deliberaciones largas.
16. De lo poco que se parecen los soldados actuales a los antiguos.
17. De en cuánto han de estimar los ejércitos actuales la artillería y sobre si es adecuada la opinión general al respecto.
18. De cómo ha de apreciarse más a la infantería que a la caballería si tenemos en cuenta la autoridad de los antiguos romanos y el ejemplo de la milicia antigua.
19. De cómo las conquistas arruinan en vez de enaltecer a aquellas repúblicas con un mal orden político que no actúan teniendo en cuenta la virtù romana.
20. De los peligros a los que se expone el príncipe o la república que recurre a un ejército auxiliar o mercenario.
21. De cómo fue a Capua el primer pretor enviado por los romanos tras cuatrocientos años de guerra.
22. De lo falsas que suelen ser las opiniones de los hombres a la hora de juzgar las grandes cosas.
23. De cómo los romanos evitaban las soluciones intermedias cuando tenían que juzgar a sus súbditos por alguna circunstancia.
24. De cómo en general las fortalezas son más perjudiciales que útiles.
25. De lo contraproducente que resulta atacar una ciudad desunida para ocuparla aprovechando esa desunión.
26. De cómo el vilipendio y el improperio provocan odio contra quienes recurren a ellos sin reportarles ningún beneficio.
27. De cómo a los príncipes y repúblicas debe bastarles vencer, pues cuando no les basta suelen perder.
28. De lo peligroso que resulta para una república o un príncipe no vengar una injuria cometida en público o privado.
29. De cómo la fortuna ciega las mentes de los hombres cuando no quiere que se opongan a sus designios.
30. De cómo las repúblicas y los príncipes realmente poderosos no compran la amistad con dinero sino que la adquieren con su virtù y su reputación.
31. De lo peligroso que resulta creer a los fugitivos.
32. De cómo tomaban ciudades los romanos.
33. De cómo los romanos dejaban actuar libremente a los capitanes de sus ejércitos.

### Libro tercero
El último libro es de tema variado. Se compone de 49 capítulos en los que se habla de cómo Roma se hizo grande por las acciones de hombres insignes, de la corrupción y de la reciente crisis del gobierno de Florencia. Contiene capítulos de gran importancia: en concreto, el primero, en el que se trata el tema del «retorno a los principios»; el sesto, en el que  se trata de las conjuras. Aquí se trata tanto de la posibilidad de cometer una acción inmoral como de la autonomía entre la acción bélica de la moral.

#### Listado de capítulos
Proemio
1. De cómo si se quiere que una facción o república perdure en el tiempo conviene devolverla a sus principios.
2. De lo prudente que resulta fingir locura durante algún tiempo.
3. De cómo hay que matar a los hijos de Bruto para conservar la libertad recién conquistada.
4. De cómo un príncipe no vive seguro en su principado mientras sigan con vida aquellos a quienes ha despojado. 
5. De cómo se pierden los reinos heredados.
6. De las conjuras.
7. De porqué al pasar de la libertad a la servidumbre o de la servidumbre a la libertad a veces se vierte mucha sangre y otras, ninguna.
8. De cómo quien quiera alterar una república debe tener en cuenta el estado en el que se encuentra.
9. De cómo conviene mudar con los tiempos para gozar de buena fortuna.
10. De cómo un capitán no puede rehuir la batalla si el enemigo está empeñado en luchar a toda costa.
11. De cómo vence quien, aun siendo inferior, cuenta con los recursos suficientes como para poder resistir los primeros ataques.
12. De cómo un capitán prudente ha de infundir a sus soldados la necesidad de combatir y arrebatársela a los del enemigo.
13. Sobre en quién se debe confiar más: en un buen capitán con un ejército débil o en un buen ejército bajo el mando de un mal capitán.
14. Del efecto que producen las estratagemas y los cambios de órdenes en medio de la batalla.
15. De cómo los ejércitos han de tener una sola cabeza, pues tener muchos al mando resulta perjudicial.
16. De cómo en los tiempos difíciles se busca la verdadera virtù y en los buenos se prefiere a los hombres ricos o pertenecientes a grandes familias.
17. De cómo nunca se debe ofender a alguien y luego encargarle algún asunto de gobierno importante.
18. De cómo no hay nada más digno de un capitán que presentir las decisiones del enemigo.
19. De cómo es más necesario el premio que el castigo para gobernar a la multitud.
20. De cómo una muestra de humanidad pudo más en el caso de los faliscos que todo el poder de Roma.
21. Sobre la causa de que Aníbal obtuviera en Italia los mismos resultados que Escipión en España procediendo de forma diferente.
22. De cómo la dureza de Manlio Torcuato y la humanidad que mostraba Valerio Corvino hacia sus compañeros conquistaron la misma gloria.
23. De porqué fue expulsado Camilo de Roma.
24. De cómo Roma perdió su libertad por prolongar la duración de los mandatos.
25. De la pobreza de Cincinato y muchos otros ciudadanos romanos.
26. De cómo puede arruinarse un estado por causa de las mujeres.
27. De cómo ha de reunificarse una ciudad dividida; de cómo es una equivocación creer que para conservar una ciudad hay que mantenerla dividida.
28. De cómo se ha de prestar mucha atención a los actos de los ciudadanos ya que, a veces, un acto piadoso oculta un principio de tiranía.
29. De cómo los errores de los pueblos tienen su origen en los príncipes.
30. De cómo todo ciudadano que quiera hacer uso de su autoridad para beneficiar a la república ha de vencer la envidia; de cómo ha de organizarse la defensa de la ciudad cuando llega el enemigo.
31. De cómo las repúblicas fuertes y los hombres excelentes conservan el mismo ánimo y la misma dignidad sea cual fuere su fortuna.
32. De los procedimientos empleados por algunos para enturbiar la paz.
33. De cómo para ganar una batalla el ejército debe confiar en sí mismo y en su capitán.
34. De la fama, voz u opinión que hace que un ciudadano empiece a gozar del favor del pueblo y de si éste distribuye las magistraturas con más acierto que un príncipe.
35. De los peligros que acarrea significarse dando consejos: cuanto más desacostumbrado el consejo mayor el peligro.
36. De las razones por las que se consideraba, y aun se considera, que los franceses son más que hombres al inicio de las batallas y menos que mujeres después.
37. De si son necesarias las escaramuzas antes de la batalla definitiva y de cómo trabar conocimiento con un enemigo nuevo evitándolas.
38. De cómo debe ser un capitán para que su ejército pueda confiar en él.
39. De cómo un capitán ha de conocer bien el terreno.
40. De cómo recurrir al engaño en la guerra es digno de alabanza.
41. De cómo la patria ha de defenderse siempre, con ignominia o con gloria, y en todo caso ha de estar bien defendida.
42. De cómo no obligan las promesas arrancadas por la fuerza.
43. De cómo los hombres nacidos en una misma provincia conservan una naturaleza parecida a través de los tiempos.
44. De cómo gracias a la pasión y la audacia se obtiene muchas veces lo que no se lograría jamás por procedimientos ordinarios.
45. De qué táctica es mejor en una batalla: aguantar el empuje del enemigo y luego contraatacar o atacar con furia desde el primer momento.
46. De cuál es la causa de que las familias de las ciudades mantengan durante cierto tiempo las mismas costumbres.
47. De cómo un buen ciudadano ha de olvidar las injurias privadas por amor a su patria. 
48. De cómo cuando vemos que un enemigo comete un error muy grave debemos pensar que lo hace para engañarnos.
49. De cómo conviene adoptar cada día nuevas medidas para mantener la libertad en una república; de los méritos que valieron a Quinto Fabio el sobrenombre de Máximo.

## Recepción y reacción
Francesco Guicciardini, amigo de Maquiavelo, leyó el libro y escribió unas notas críticas (Considerazioni) a muchos de los capítulos. Ya en el siglo XVIII Jean-Jacques Rousseau consideró los Discursos la más representativa obra de la verdadera filosofía de Maquiavelo:

Maquiavelo era un hombre bueno y un buen ciudadano, más, estando ligado al patio de los Medici, él no podría ayudar a velar su amor de libertad, en medio de la opresión de su país. La elección de su héroe detestable, Cesare Borgia, muestra con suficiente claridad su objetivo escondido, y la contradicción entre la enseñanza de El Príncipe y la de los Discursos sobre Tito Lívio y la Historia de Florencia muestra que el pensador político hasta ahora ha sido estudiado solo por lectores superficiales o corruptos. El Tribunal de Roma severamente prohibía ese libro. Yo puedo muy bien creer en ello, porque es al Tribunal a quien más claramente retrata.
Rousseau